# Егорова, Снежана Александровна
Снежа́на Алекса́ндровна Его́рова (род. 23 февраля 1972, Новая Каховка, Херсонская область) — украинская актриса и телеведущая. Ведущая шоу «Народная звезда».

## Биография
Снежана Егорова родилась 23 февраля 1972 года в Новой Каховке, Херсонская область. В 1989 году с золотой медалью окончила среднюю школу.
Актёрскому мастерству училась в Киевском государственном институте театрального искусства им. Карпенко-Карого, окончила институт в 1993 году, класс В. И. Зимней. С 1992 по 2001 годы — актриса «Театра драмы и комедии на левом берегу Днепра» (Киев).
В 2006 году участвовала в театральном проекте Алексея Лисовца «Нас поменяли телами», а также в TV-проекте «Танцы со звёздами» на украинском телевидении.

### Личная жизнь
В 1992 году вышла замуж за режиссёра Семёна Егорова, от брака с которым воспитывает двух дочерей: Анастасию (1992) и Александру (1997); в 2006 году вышла замуж за актёра и музыканта Антона Мухарского, в браке с которым родила сына Андрея (2006) и дочь Арину (2010).
9 апреля 2012 года родила сына Ивана.
16 февраля 2015 года Антон Мухарский объявил о разводе со Снежаной Егоровой.

## Общественная позиция, санкции
После захвата Крыма Россией и его последующей аннексии и начала войны на востоке Украины неоднократно заявляла о том, что поддерживает политику президента РФ Владимира Путина.
19 октября 2022 года, на фоне вторжения России на Украину, Снежана Егорова включена в санкционный список Украины лиц «которые публично призывают к агрессивной войне, оправдывают и признают законной вооруженную агрессию РФ против Украины».

## Творчество

### Роли в кино
- 1991 — «Алфавит», главная роль
- 2001 — «Бездельники», Настя
- 2002 — «Телефон», Жанна
- 2002 — «Завтра будет завтра», Евдокия
- 2005 — «Подруга особого назначения», Лара
- 2008 — «Не торопи любовь»

### Работа на телевидении
- Программа «Хмарочос» (рус. Небоскрёб), телеканал ICTV
- Программа «Завтрак с 1+1», телеканал «1+1»
- Шоу «Медовый месяц», телеканал «1+1»
- Программа «Подъём», «Новый канал»
- Программа «Мы всё про вас знаем» на «Интере»
- Ведущая шоу «Народная звезда», ТРК «Украина»
- Ведущая шоу «Герои и любовники», «Новый канал»
- Постоянная гостья шоу «Дорогая, мы убиваем детей» на «СТБ»

### Книги
- 2015 — «Жизнь в моей голове»
- 2019 — «Она. Почему швейцарские часы всегда показывают точное время»